# 交響曲第9番 (モーツァルト)
交響曲第9番 ハ長調 K. 73 は、ヴォルフガング・アマデウス・モーツァルトが作曲した交響曲である。

## 概要
作曲年代は正確ではないが、1769年頃のザルツブルクで作曲されたと見なされており、その自筆譜の表紙には「1769年」と父レオポルトの筆跡と思われる数字が書き込まれている。ケッヘルはこの作曲年代を信用して整理したが、アインシュタインはケッヘル第3版で、2年後の1771年に作曲されたものとして「K. 75a」の番号を与えた。しかし、現在の第6版では元の1769年説に戻っているため、番号は「K. 73」のままである。
作品はそれまでの交響曲より更に進歩し、作風は明るく華やかになっている。

## 楽器編成
オーボエ2（第2楽章でフルート2持ち替え）、ホルン2、トランペット2、ティンパニ、弦楽

## 構成
4楽章の構成で、演奏時間は約12分。
- 第1楽章 アレグロ
ハ長調、4分の4拍子、ソナタ形式。

ソナタ形式ではあるが、展開部で新たなモチーフが登場し、三部形式の要素も併せ持っている。
- 第2楽章 アンダンテ
ヘ長調、4分の2拍子、ソナタ形式。
- 第3楽章 メヌエット - トリオ
ハ長調 - ヘ長調、4分の3拍子、複合三部形式。
- 第4楽章 モルト・アレグロ
ハ長調、4分の2拍子、ロンドソナタ形式。